# Peskovatka-Kazàtxia
Peskovatka-Kazàtxia (en rus: Песковатка-Казачья) és un poble de l'óblast de Lípetsk, a Rússia, que el 2011 tenia 147 habitants. Pertany al districte rural d'Úsman.